# Караджич, Дарко
Да́рко Кара́джич (черног. Дарко Караџић / Darko Karadžić; 17 апреля 1989, Никшич, СФРЮ) — черногорский футболист, полузащитник.

## Карьера

### Клубная
Дарко играл в молодёжных командах «Сутьеска» и «Црвена Звезда». В январе 2007 будучи игроком «Сутьески», прошёл просмотр в московском ЦСКА в рамках Кубка Содружества, где сыграл 2 матча. Профессиональную карьеру начал в 2008 году, когда подписал контракт с сербским клубом «Рад». Дважды играл в аренде: в венгерском «Видеотоне» и сербском клубе первой лиги «Инджия». В 2010 году вернулся в Черногорию и небольшой период времени выступал за «Рудар Плевля». Затем он переехал в Никшич играть за клуб второй лиги «Челик». Следующей зимой Дарко подписал контракт с клубом сербской супер лиги «Спартак Златибор Вода». Летом 2011 года Караджич вернулся в «Сутьеску», провёл в команде три сезона. В 2014 году он перешёл в «Младост» из Подгорицы, зимой 2014/15 годов сменил клуб, став игроком «Морнара».

### Международная
Дарко входил в список 11 лучших игроков чемпионата Европы среди юношей до 17 лет в 2006 году. Тогда он выступал за команду Сербии и Черногории.

## Достижения
- Чемпион Черногории (2): 2012/13, 2013/14